# ACE (formato di file)
ACE indica un formato di file proprietario per la compressione dei dati sviluppato da Marcel Lemke.
ACE offre maggiore compressione rispetto a ZIP, ma a costo di minore velocità di compressione.
La società e-merge GmbH, oltre a sviluppare WinAce per Microsoft Windows e l'utility per DOS, ha distribuito un software freeware per la decompressione per macOS e Linux denominato "Unace". L'ultima versione del software in grado di generare archivi ACE è stata distribuita nel novembre 2007.
Dalla versione 5.70 WinRAR non supporta più il formato ACE a causa di una vulnerabilità presente nella libreria di terze parti.
Altri software in grado di decomprire gli archivi ACE sono TUGZip, unace (sotto GNU General Public License) e UnAce for Linux.